# 塞尼亞斯峰
46°54′28.5″N 9°14′22.5″E / 46.907917°N 9.239583°E

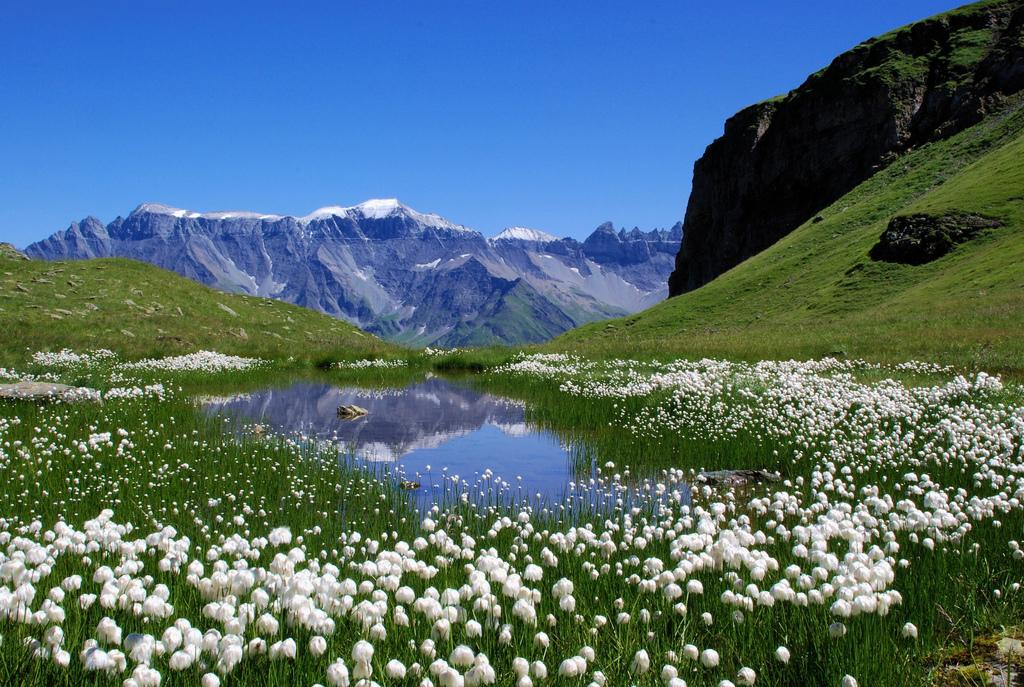

塞尼亞斯峰（Piz Segnas），是瑞士的山峰，位於該國東部，處於格拉魯斯州和格勞賓登州之間接壤的邊界，屬於格拉魯斯山的一部分，海拔高度3,099米，每年平均降雨量1,929毫米。

## 外部連結
- Piz Segnas on Summitpost （页面存档备份，存于）